# Vukica Mitić
Vukica Mitić coniugata Pljakić (in serbo Вукица Митић-Пљакић?; Belgrado, 7 dicembre 1953 – Belgrado, 27 giugno 2019) è stata una cestista jugoslava.

## Carriera
Con la Jugoslavia ha disputato i Giochi olimpici di Mosca 1980 e tre edizioni dei Campionati europei (1976, 1978, 1980).